# اللجان الأولمبية الوطنية لأوقيانوسيا
اللجان الأولمبية الوطنية في أوقيانوسيا (اختصار: ONOC) هي منظمة دولية تضم 17 لجنة أولمبية وطنية من أوقيانوسيا.
وغالبا ما يتجمع مع اللجان الأولمبية الوطنية NOCs القارية الأخرى في شكل اتحاد اللجان الأولمبية الوطنية (ANOC).

## الاتحادات الأعضاء
في الجدول التالي، يتم أيضًا تحديد السنة التي تم فيها الاعتراف بشهادة عدم الممانعة من قبل اللجنة الأولمبية الدولية (IOC) إذا كانت مختلفة عن السنة التي تم فيها إنشاء شهادة عدم الممانعة.
| الأمة                           | كود IOC   | اللجنة الأولمبية الوطنية                            | خلقت      | المرجع. |
| ------------------------------- | --------- | --------------------------------------------------- | --------- | ------- |
| وصلة=\|حدود ساموا الأمريكية     | ك         | اللجنة الأولمبية الوطنية في ساموا الأمريكية         | 1987      |         |
| وصلة=\|حدود أستراليا            | أستراليا  | اللجنة الأولمبية الأسترالية                         | 1895      |         |
| وصلة=\|حدود جزر كوك             | COK       | اللجنة الرياضية الأولمبية الوطنية لجزر كوك          | 1986      |         |
| وصلة=\|حدود ميكرونيسيا          | FSM       | اللجنة الأولمبية الوطنية لولايات ميكرونيزيا الموحدة | 1995/1997 |         |
| وصلة=\|حدود فيجي                | FIJ       | رابطة فيجي للرياضة واللجنة الأولمبية الوطنية        | 1949/1955 |         |
| وصلة=\|حدود غوام                | صمغ       | اللجنة الأولمبية الوطنية لغوام                      | 1976/1986 |         |
| وصلة=\|حدود كيريباتي            | KIR       | اللجنة الأولمبية الوطنية في كيريباتي                | 2002/2003 |         |
| وصلة=\|حدود جزر مارشال          | MHL       | اللجنة الأولمبية الوطنية لجزر مارشال                | 2001/2006 |         |
| وصلة=\|حدود ناورو               | NRU       | اللجنة الأولمبية في ناورو                           | 1991/1994 |         |
| وصلة=\|حدود نيوزيلندا           | NZL       | اللجنة الأولمبية النيوزيلندية                       | 1911/1919 |         |
| وصلة=\|حدود بالاو               | PLW       | اللجنة الأولمبية الوطنية بالاو                      | 1997/1999 |         |
| وصلة=\|حدود بابوا غينيا الجديدة | بي إن جي  | اللجنة الأولمبية لبابوا غينيا الجديدة               | 1973/1974 |         |
| وصلة=\|حدود ساموا               | SAM       | رابطة ساموا للرياضة واللجنة الأولمبية الوطنية       | 1983      |         |
| وصلة=\|حدود جزر سليمان          | SOL       | اللجنة الأولمبية الوطنية لجزر سليمان                | 1983      |         |
| وصلة=\|حدود تونغا               | TGA       | اتحاد تونغا الرياضي واللجنة الأولمبية الوطنية       | 1963/1984 |         |
| وصلة=\|حدود توفالو              | توفالو    | رابطة توفالو للرياضة واللجنة الأولمبية الوطنية      | 2004/2007 |         |
| وصلة=\|حدود فانواتو             | سيارة نقل | رابطة فانواتو للرياضة واللجنة الأولمبية الوطنية     | 1987      |         |

### الأعضاء المنتسبين
هناك ثمانية أعضاء منتسبين.
| الأمة                            | اللجنة الأولمبية الوطنية                                           |
| -------------------------------- | ------------------------------------------------------------------ |
| وصلة=\|حدود كاليدونيا الجديدة    | اللجنة الأولمبية الإقليمية و Sportif de Nouvelle-Calédonie (CTOS)  |
| وصلة=\|حدود نييوي                | جمعية جزيرة نيوي للرياضة وألعاب الكومنولث (NISCGA)                 |
| وصلة=\|حدود جزيرة نورفولك        | جمعية جزيرة نورفولك لهواة الألعاب الرياضية وألعاب الكومنولث        |
| وصلة=\|حدود جزر ماريانا الشمالية | رابطة رياضيات جزر ماريانا الشمالية                                 |
| وصلة=\|حدود جزر بيتكيرن          | الرياضة جزر بيتكيرن                                                |
| وصلة=\|حدود تاهيتي               | اللجنة الأولمبية للبولينسي الفرنسية (COPF)                         |
| وصلة=\|حدود توكيلاو              | اتحاد توكيلاو الرياضي                                              |
| وصلة=\|حدود واليس وفوتونا        | اللجنة الأولمبية الإقليمية والرياضية لجزيرة واليس وفوتونا (CTOSWF) |

## الأحداث
- ألعاب المحيط الهادئ
- العاب ميني باسيفيك

## عن المنظمة
تعد اللجان الأولمبية الوطنية لأوقيانوسيا (ONOC) واحدة من خمس هيئات أولمبية قارية تهتم بمصالح 17 دولة عضو من منطقة المحيط الهادئ بما في ذلك أستراليا ونيوزيلندا.
يقع المقر الرئيسي للمنظمة في بوروندي في غوام مع الأمين العام الحالي ريكاردو بلاس.
يقع مكتب رئيس ONOC ، الدكتور روبين ميتشل والأمانة الفنية في 73 شارع جوردون، سوفا، فيجي.

## التاريخ
1981
بمبادرة من رئيس اللجنة الأولمبية الدولية خوان أنطونيو سامارانش، الذي كان يشجع إنشاء مناطق إقليمية في جميع أنحاء العالم، عقد اجتماع في بادن بادن، ألمانيا الغربية في 25 سبتمبر 1981، بمناسبة المؤتمر الأولمبي. مناقشة إجراءات إنشاء «اللجان الأولمبية الوطنية لأوقيانوسيا» لتعزيز تطوير الأولمبياد في المنطقة وتنسيق وتوزيع صناديق التضامن الأولمبي لتطوير الرياضة.
وكانت شركات النفط الوطنية الحاضرة في هذا الاجتماع هي أستراليا (3 أعضاء) وفيجي (2) ونيوزيلندا (3) وبابوا غينيا الجديدة (2). عين الاجتماع أصحاب المناصب المؤقتة التالية لتشكيل لجنة توجيهية:
الرئيس: هارولد أوستاد (نيوزيلندا)
الأمين العام: يوليوس باتشينغ (أستراليا)
نائب الرئيس: بريان وايتمان (فيجي)
عضو تنفيذي: Graeme Norris (بابوا غينيا الجديدة)
بالإضافة إلى المهام الأولية المقترحة في بادن بادن، بدأوا في إعداد دستور أولي لعملية ONOC.
استضافت جزر سليمان بنجاح أول ألعاب مصغرة في جنوب المحيط الهادئ في هونيارا بمبادرة اقترحها برايان وايتمان.
1982
عُقد الاجتماع الافتتاحي للجان الأولمبية الوطنية في أوقيانوسيا في ملبورن، أستراليا في 23 فبراير 1982. وحضره أربع شركات وطنية للتكوين موجودة في بادن بادن.
اعتمد هذا الاجتماع دستور ONOC وناقش تخصيص تمويل التضامن لعام 1982 للمنطقة. وقُدمت منحة خاصة بمبلغ 000 75 دولار لعملية الأمم المتحدة في بوروندي لتغطية نفقاتها الإدارية الأولية. كما تم تأكيد حاملي المكتب المؤقت في المنصب.
تم عقد أول برنامج ممول من سوليدرتي في سوفا في يونيو 1982 بغرض جمع قادة الرياضة في منطقة المحيط الهادئ لبدء عملية تشكيل اللجان الأولمبية الوطنية.
‍ عقد الاجتماع الثاني لعملية ONOC في ويلينغتون، نيوزيلندا في 12 نوفمبر 1982، بمساعدة تنظيمية من جورج كريج، الأمين العام لرابطة الألعاب الأولمبية والكومنولث النيوزيلندية.
وشمل هذا الاجتماع فيل كولز وكيفان جوسبر، أعضاء اللجنة الأولمبية الدولية من أستراليا، بالإضافة إلى مندوبين من كل شركة من شركات النفط الوطنية الأربعة المؤسسة. تمت مراجعة الدستور ومناقشة التطور المستقبلي للمنطقة.
في هذا الاجتماع، استقال هارولد أوستاد من رئاسته واستبدل لانس كروس (عضو اللجنة الأولمبية الدولية في نيوزيلندا) بصفته رئيسًا لعملية ONOC ونائب رئيس ANOC.
حضرت 8 دول أوقيانوسيا دورة ألعاب الكومنولث التي عقدت في بريسبان، أستراليا، نيوزيلندا، فيجي، بابوا غينيا الجديدة، جزر سليمان، ساموا، تونغا وفانواتو.
1983
عُقد الاجتماع العام السنوي لعام 1983 لعملية أونوك في بوروكو، بابوا غينيا الجديدة في 24 حزيران / يونيه 1983. وقد تم الترحيب بجزر سليمان، ثالث أكبر دولة في منطقة المحيط الهادئ، في عملية ONOC ومثلها كريس سواغا، الذي كان في ذلك الوقت سكرتير وزارة الشباب والثقافة الرياضية.
تبنت ONOC شعارها الخاص، الذي صممه Phil Coles.
قام رئيس اللجنة الأولمبية الدولية خوان أنطونيو سامارانش بزيارته الأولى لمنطقة المحيط الهادئ وشجع على الفور بذل جهود شاملة لتحديد وتعيين الأعضاء الجدد لشركات النفط الوطنية
استضافت ساموا الغربية دورة ألعاب جنوب المحيط الهادئ السابعة في آبيا.
1984
وعُقد اجتماع خاص في المعهد الأسترالي للرياضة في كانبيرا يومي 18 و 19 أبريل 1984. وقُبلت ساموا الغربية في الحركة الأولمبية ممثلة بالسيد جون ماكدونالد. كانت هذه بداية ارتباط طويل مع AIS و ONOC استمر حتى يومنا هذا.
عقد الاجتماع العام السنوي لعام 1984 في نفس المكان في 13 ديسمبر 1984، مع وفود من أستراليا ونيوزيلندا وفيجي وبابوا غينيا الجديدة وجزر سليمان وساموا الغربية بالإضافة إلى أعضاء اللجنة الأولمبية الدولية كيفان جوسبر وفيل كولز من أستراليا.
عقدت دورة إدارة المنطقة في فيجي في يونيو 1985 وكانت مناسبة أخرى للنجاح الكبير. من هذه الدورة، تخرج العديد من القادة الحاليين في الإدارة الرياضية عبر المحيط الهادئ.
تم انتخاب حاملي المناصب التالية:
الرئيس: لانس كروس (نيوزيلندا)
نائب الرئيس: بريان وايتمان (فيجي)
الأمين العام: يوليوس باتشينغ (أستراليا)
الأعضاء التنفيذيون: براون ساوا (جزر سليمان)
                                   جون دواينكورا (بابوا غينيا الجديدة)
                                   بول والوورك (ساموا الغربية)
أنشأت ONOC لجنة أوقيانوسيا الطبية الخاصة بها وتم تعيين الدكتور كين فيتش من أستراليا رئيسًا لها. تم توجيه الدعوات إلى شركة نفط أوقيانوسيا لمنح ممثلين إضافيين عن اللجنة الطبية.
عُقدت الألعاب الأولمبية في لوس أنجلوس. بالإضافة إلى الأعضاء الرسميين الستة في عملية ONOC ، مُنحت تونغا أيضًا إعفاء خاصًا لحضور هذه الألعاب، على الرغم من عدم الاعتراف بها بعد على أنها لجنة أولمبية وطنية.
1985
التقى الأمناء العامون لـ ONOC في فيجي يومي 18 و 19 مايو 1985.
تم عقد دورة الطب الرياضي الناجحة للغاية في كانبيرا في مايو 1985 برئاسة كين فيتش.
عقدت أكاديمية أوقيانوسيا الأولمبية في المعهد الأسترالي للرياضة في كانبيرا في الفترة من 8 إلى 12 ديسمبر 1985.
عُقد الاجتماع العام السنوي في روتوروا، نيوزيلندا في 7 نوفمبر 1985. وترأسه الرئيس لانس كروس ومثلت أستراليا (1) ونيوزيلندا (3) وفيجي (2) وبابوا غينيا الجديدة (2). ساموا الغربية (2)، جزر سليمان (2).
تم الاتفاق على عقد الاجتماعات المستقبلية للأمناء العامين بالتزامن مع الاجتماع العام السنوي لتقليل تكاليف السفر والإقامة.
استضافت جزر كوك بنجاح الألعاب المصغرة الثانية لجنوب المحيط الهادئ، وأرسلت اللجنة الطبية التابعة لعملية ONOC ديفيد زوكر لتوفير التدريب والدعم للعلاج الطبيعي للمرة الأولى.
تم قبول ساموا الأمريكية في الحركة الأولمبية.
1986
عقدت عملية ONOC اجتماعين خلال عام 1986.
الأول كان اجتماع المنطقة الذي عقد في سيول في 22 أبريل 1986 في وقت انعقاد الجمعية العامة ANOC. وقد غطت المناقشات العامة حول برنامج مساعدة المواد بالمنطقة، وشؤون تشغيل النفط والغاز (IOC) ومسائل اللجنة الأولمبية الدولية.
عقد الاجتماع العام السنوي في فيجي في 10 مايو. أعيد انتخاب الأعضاء التنفيذيين الثلاثة السابقين (جون داوينينكورا وبراون ساوا وبول والورك) لفترة أخرى.
تم قبول تونغا في الحركة الأولمبية.
حضرت 7 دول أوقيانوسيا دورة ألعاب الكومنولث التي عقدت في إدنبرة مع جزر كوك وحضرت جزيرة نورفولك أول ألعابها.
1987
قام رئيس اللجنة الأولمبية الدولية، خوان أنطونيو سامارانش، بجولته الثانية في منطقة المحيط الهادئ.
عقدت سلسلة من اجتماعات ONOC خلال شهر مايو 1987.
اجتمعت لجنة الإدارة في 26 مايو 1987 في سوفا ترافيلودج في فيجي لمناقشة مفهوم مسؤول تطوير المنطقة وتم تكليف براين وايتمان بإعداد اقتراح شامل حول المخطط. وقد تولى برايان هذا المنصب لاحقًا خلال عام 1990.
اجتمع الأمناء العامون في 27 مايو 1987 في آبيا، ساموا الغربية. وارتفعت عضوية عملية الأمم المتحدة في بوروندي إلى 11 عضوا وحضر الاجتماع أستراليا، وجزر كوك، وفيجي، وغوام، ونيوزيلندا، وبابوا غينيا الجديدة، وجزر سليمان، وتونغا، وساموا الأمريكية، وساموا الغربية، وفانواتو.
تلا الاجتماع العام السنوي في 28 مايو 1987 في نفس المكان.
أصبح سيولي بول والوورك، رئيس شركة النفط الوطنية في ساموا الغربية، عضوًا في اللجنة الأولمبية الدولية في الدورة الثانية والتسعين للجنة الأولمبية الدولية في إسطنبول. وقد ترك هذا شاغرًا في السلطة التنفيذية في عملية ONOC ، والتي شغلها نيفيل بيرسون من جزر كوك.
استضافت كاليدونيا الجديدة دورة ألعاب جنوب المحيط الهادئ الثامنة التي قاطعت بشدة في نوميا.
1988
اجتمعت لجنة إدارة ONOC في المعهد الأسترالي للرياضة في كانبيرا في 3 يناير 1988 لمناقشة المزيد من المفاهيم لمشروع مسؤول تطوير المنطقة وتشكيل لجنتين جديدتين من ONOC ، وهي لجنة التنمية، برئاسة السير هيو هنري ولجنة المالية، برئاسة تاي ويلسون.
انعقد اجتماع الأمناء العام في 9 يونيو 1988 في أوكلاند، نيوزيلندا. كان براين وايتمان في الكرسي بسبب مرض لانس كروس.
في الاجتماع العام السنوي في 10 يونيو، تم التصديق على التعيين المقترح لمسؤول تطوير منطقة أوقيانوسيا (ZDO). ومن المقرر أن يتولى بريان وايتمان هذا المنصب عام 1990. كما تم تأكيد لجنة التنمية والمالية. وأعلن أن تاي ويلسون أصبح عضوا في اللجنة الأولمبية الدولية في نيوزيلندا. انتقل براين وايتمان إلى تونغا للمساعدة في تنظيم الألعاب المصغرة لجنوب المحيط الهادئ عام 1989.
عُقدت الألعاب الأولمبية في سيول بكوريا، وهي الألعاب الأولى لأعضاء عملية ONOC التي تم إنشاؤها حديثًا وهي ساموا الأمريكية وغوام وجزر كوك وفانواتو.
1989
عُقد اجتماع الأمناء العامين لعملية ONOC في ملبورن، أستراليا في 15 يونيو 1989. وقد أحزن الاجتماع بفقدان صديق جيد ورئيس ONOC ، السير لانس كروس الذي توفي في 13 مايو 1989. كان السير لانس بلا كلل. عامل وكان له دور فعال في تأسيس ONOC ، ووضع الأسس لما هو عليه اليوم. حضر ممثلون عن جميع شهادات عدم الممانعة الأوقيانوسية.
وحضر الاجتماع العام السنوي المنعقد في 16 يونيو في نفس المكان 26 مشاركًا.
نوقشت التغييرات في دستور ONOC وتم إنشاء لجنة مراجعة الدستور.
تم انتخاب حاملي المناصب في الأولمبياد المقبل. كانت النتائج:
الرئيس: ريتشارد كيفان جوسبر (أستراليا)
نائب الرئيس: روبن ميتشيل (فيجي)
الأمين العام: تاي ويلسون (نيوزيلندا)
الأعضاء التنفيذيون: هيو هنري (جزر كوك)
                                   مايكل ريدي (غوام)
                                   جون دواينكورا (بابوا غينيا الجديدة)
لجنة المالية:
الرئيس: تاي ويلسون (نيوزيلندا)
الأعضاء: مايكل ريدي (غوام)
                                   جوزيف هو تشينغ (ساموا الأمريكية)
لجنة التنمية:
الرئيس: هيو هنري (جزر كوك)
الأعضاء: جون دواينكورا (بابوا غينيا الجديدة)
                                   كالمان كيري (فانواتو)
اللجنة الطبية:
الرئيس: د. كين فيتش (أستراليا)
الأعضاء: د. بيرني أموف (بابوا غينيا الجديدة)
                                   الدكتور مات مارشال (نيوزيلندا)
                                   دكتور روبين ميتشيل (فيجي)
                                   د.روزيكي (غوام)
                                   ديفيد زوكر (أستراليا)،
استضافت تونغا الألعاب المصغرة الثالثة لجنوب المحيط الهادئ.
تولى برايان وايتمان مهامًا بدوام كامل كمسؤول تطوير منطقة أوقيانوسيا من 1 يناير 1990.
تم تأسيس مقر ONOC في ويلينغتون، نيوزيلندا بفضل الكرم الشخصي والتزام تاي ويلسون ..
1990
عُقدت الجمعية العامة في الفترة من 18 إلى 22 أبريل 1990 في غوام وغطت مناقشة أكثر عمومية حول المراجعة الدستورية وتشكيل مركز أوقيانوسيا للتدريب الأوليمبي (O.O.T.C.)، الموعود كجزء من عرض أستراليا لدورة الألعاب الأولمبية لعام 2000.
بالاشتراك مع الحكومة الأسترالية، تم تخصيص مبلغ 50,000 دولار أمريكي لإنشاء مركز أوقيانوسيا للتدريب الأولمبي في AIS في كانبيرا.
تم تخصيص مبلغ إضافي قدره 10000 دولار أمريكي لسفر المشاركين من دولة ONOC لحضور دورات NOC الوطنية الأولمبية للتضامن.
وعُقد أيضا اجتماع لمندوبي عملية الأمم المتحدة في بوروندي في برشلونة في 4 حزيران / يونيه 1990 قبل انعقاد جمعية ANOC. بالإضافة إلى البنود العامة، تضمنت الاجتماعات تقريرًا من مسؤول تطوير المنطقة عن الأشهر الستة الأولى من عملياته.
حضرت 10 دول من أوقيانوسيا دورة ألعاب الكومنولث التي عقدت في أوكلاند بنيوزيلندا، بما في ذلك ناورو للمرة الأولى.
1991
اجتمع المجلس التنفيذي لعملية أونوك في بورت مورسبي، بابوا غينيا الجديدة في 16 فبراير 1991 قبل تفتيش الأماكن والمرافق لألعاب جنوب المحيط الهادئ المقرر عقدها في بابوا غينيا الجديدة في سبتمبر. كان من دواعي سرور السلطة التنفيذية تأكيد أول دخول لمواقع المنح الدراسية في مركز التدريب الأولمبي في كانبيرا.
كانت منح OOTC مفتوحة لجميع أوقيانوسيا NOC باستثناء أستراليا ونيوزيلندا.
بمناسبة الذكرى العاشرة لتأسيسها، عقدت ONOC اجتماعها العام السنوي في نادي، فيجي 17 و 18 مايو. كان هذا أكبر تجمع على الإطلاق للمندوبين والضيوف - أكثر من 50 حاضرًا - تمت دعوة ممثلي المنطقة من الاتحادات الدولية.
استضافت بابوا غينيا الجديدة الألعاب التاسعة لجنوب المحيط الهادئ في بورت مورسبي، ووضع معيارًا لمراسم الافتتاح والختام التي كان من الصعب تكرارها.
تم اعتماد دستور جديد للجان الأولمبية الوطنية في أوقيانوسيا لتمكينها من العمل بطريقة أكثر احترافية مع تركيز أكبر على الخدمة والدعم لشركات النفط الوطنية الأعضاء.
1992
عقدت الجمعية العمومية لعملية ONOC في راروتونغا، جزر كوك في الفترة من 27 إلى 29 مايو.
عُقدت الألعاب الأولمبية في برشلونة بإسبانيا بحضور جميع شهادات عدم الممانعة من أوقيانوسيا.
عُقد اجتماع غير رسمي لمندوبي أوقيانوسيا في فندق برنسيس صوفيا في برشلونة مع النتائج التالية:
أكد أنه من المقرر عقد ورشة عمل إقليمية في سوفا بفيجي في ديسمبر لتخطيط برامج التنمية للمنطقة في الأولمبياد القادم.
وضع إستراتيجية للترويج لحالة ONOC فيما يتعلق بالمشاركة في الألعاب الأولمبية.
الانتهاء من المناقشات حول المسابقات المحتملة بين آسيا وأوقيانوسيا.
استخدمت تونغا مسؤول تنمية رياضية بدوام كامل أول تعيين من هذا القبيل من قبل اللجنة الأولمبية الوطنية في منطقة المحيط الهادئ.
تم تعيين الدكتور جان روبرتس لإدارة مركز أوقيانوسيا للتدريب الأولمبي في كانبيرا حيث استفاد الرياضيون والمدربون من منطقة المحيط الهادئ من عرض حضور AIS للتدريب المكثف وبرامج المنافسة.
1993
كانت أبرز أحداث العام اختيار سيدني كمضيف لدورة الألعاب الأولمبية لعام 2000.
عقدت الجمعية العامة السنوية لعملية ONOC في أوكلاند، نيوزيلندا. وشهد هذا الاجتماع أيضًا انتخاب حاملي المناصب الجديدة لعملية ONOC للأولمبياد القادم. كان المنتخبون هم:
الرئيس: ريتشارد كيفان جوسبر (اللجنة الأولمبية الدولية، أستراليا)
نائب الرئيس: جون داوينينكورا (بابوا غينيا الجديدة)
الأمين العام: الدكتور روبين ميتشيل (فيجي)
الأعضاء التنفيذيون: جو Toloai Ho Ching (ساموا الأمريكية)
                                   ريكاردو بلاس (غوام)
                                   الدكتور فريد سيفيلي (تونغا)
استقال فريد سيفيلي في وقت لاحق من العام بسبب التزاماته التجارية وتم استبداله بـ تيري هاجان (جزر كوك).
كما ضمت اللجنة التنفيذية أعضاء اللجنة الأولمبية الدولية في أوقيانوسيا فيل كولز (أستراليا)، وتاي ويلسون (نيوزيلندا) وسيولي بول والوورك (ساموا الغربية).
تم نقل مكتب ONOC إلى المجال في سوفا مع الأمين العام المنتخب حديثًا الدكتور روبين ميتشل.
تم تبسيط إجراءات تقديم الطلبات للتضامن الأوليمبي ووافقت الجمعية لاحقًا على اقتراح لتعيين ضباط تنمية الرياضة الوطنية.
أصبح من الممكن استخدام قدر من تمويل التضامن الأولمبي الوطني لشراء معدات برامج التنمية الخاصة بها.
تم قبول دستور جديد لأوقيانوسيا.
اجتمعت لجنة التنمية في سيدني مع لجنة الرياضة الأسترالية وتضمنت الاقتراحات ما يلي:
اجتماع لوزراء الرياضة في أوقيانوسيا
التعاون الممكن مع منظمة الصحة العالمية في برامج الرياضة للجميع / الصحة للجميع.
اعتماد برنامج Aussie Sports (صغار الرياضية).
حضر موظفو المكتب من مختلف الأوقيانوسيا NOC دورة تدريبية استضافتها اللجنة الأولمبية الأسترالية في أكاديمية نيو ساوث ويلز للرياضة في نارابين.
تم منح 26 منحة دراسية لأوقيانوسيا شركات النفط الوطنية مع رفع الأثقال الذي حصل على أكبر عدد (10).
استضافت فانواتو الألعاب المصغرة الرابعة لجنوب المحيط الهادئ في بورت فيلا.
1994
كان أهم حدث لعام 1994 زيارة إلى آبيا لحضور الجمعية العامة للجان الأولمبية الوطنية لأوقيانوسيا من قبل رئيس اللجنة الأولمبية الدولية خوان أنطونيو سامارانش في جولته الثالثة في منطقة المحيط الهادئ ورئيس ANOC Mario Vazquez Raña
ونتيجة للزيارة، تمت دعوة المرشحين المحتملين للحصول على وضع NOC المستقبلي، واغتنم ممثلو ناورو ونيوي وتاهيتي الفرصة للالتقاء برئيس اللجنة الأولمبية الدولية.
وقد تم اعتماد أول خطة تطوير للسنوات الأربع الأولى من عملية الأمم المتحدة، كما أعدتها لجنة التنمية، في هذه الجمعية.
خلال المؤتمر الأولمبي للجنة الأولمبية الدولية، اعترفت ناورو بأنها شهادة عدم ممانعة جديدة ليصل عدد شركات النفط الوطنية في منطقتنا إلى 12.
بالإضافة إلى ذلك، تم تعيين الدكتور روبين ميتشل في عضوية اللجنة الأولمبية الدولية ليصل عدد أعضاء اللجنة الأولمبية الدولية في أوقيانوسيا إلى خمسة.
بعد مؤتمر باريس الأولمبي، تمت دعوة رؤساء أوقيانوسيا NOC لزيارة مقر اللجنة الأولمبية الدولية في لوزان.
تم تعزيز مركز التدريب الأولمبي في أوقيانوسيا في كانبيرا بقرار الحكومة الأسترالية بزيادة مساهمتها في برنامج OOTC. يقابل ذلك التضامن الأولمبي ، وبالتالي زيادة عدد المنح الدراسية من 26 إلى 40 في السنة.
أطلقت الحكومة الأسترالية برنامج أستراليا جنوب المحيط الهادئ 2000 الذي كان هدفه الأساسي هو تنفيذ إستراتيجية منهجية لتطوير الرياضة في جميع أنحاء منطقة أوقيانوسيا قبل دورة الألعاب الأولمبية في سيدني. وقد تم تطوير هذا البرنامج بالتعاون مع لجنة التنمية التابعة لعملية الأمم المتحدة في بوروندي.
تنافست دول ONOC في ثلاث مسابقات إقليمية في عام 1994 وهي الألعاب الميكرونيزية (جوام)، وألعاب الكومنولث (كندا) والألعاب الأولمبية الشتوية في ليلهامر. فازت أستراليا بأول ميدالية أولمبية شتوية لها في التزلج السريع على المضمار القصير.
1995
اجتمعت اللجنة التنفيذية لعملية ONOC في سيدني في كانون الثاني / يناير 1995 عقب حلقة عمل نظمتها لجنة التنمية التابعة لعملية ONOC مع ممثلي أوقيانوسيا للاتحادات الدولية.
التقى وزراء الرياضة من جزر المحيط الهادئ المستقلة في سيدني وكانبيرا لمراجعة الاستعدادات لأولمبياد سيدني وكذلك زيارة المعهد الأسترالي للرياضة وتلقي إحاطات من ONOC ولجنة الرياضة الأسترالية واللجنة الأولمبية الأسترالية.
تم إطلاق البرنامج الرياضي لأستراليا جنوب المحيط الهادئ (ASP) 2000 رسميًا من كانبيرا ، أستراليا.
واجتمعت لجنة التنمية التابعة لعملية الأمم المتحدة في بوروندي في فانواتو (أيار / مايو) وتاهيتي (آب / أغسطس) وعقدت عدة مؤتمرات عن بعد لتحديث ورصد برامجها باستمرار.
اجتمع الأمناء العامون لشركات النفط الوطنية الأوقيانوسية قبل الجمعية العامة السنوية التي عقدت في بورت فيلا ، فانواتو في مايو 1995.
اعتمدت ONOC سياسة المنشطات التي اقترحتها اللجنة الطبية ONOC.
أوقيانوسيا شيفس دي ميشن إلى دورة الألعاب الأولمبية لعام 1996 عقد اجتماعا في أتلانتا قبل اجتماع شيف دي ميشن ACOG لإطلاع رئيس AOC ورئيس الشيف دي ميشن جون كوتس.
عقدت دورة ألعاب جنوب المحيط الهادئ العاشرة في تاهيتي في أغسطس على الرغم من مقاطعة 4 دول احتجاجا على استئناف التجارب النووية من قبل فرنسا في موروروا.
عينت سبع من اللجان الأولمبية الوطنية للجزيرة العشر ضباط تنمية رياضية للمساعدة في برامج اللجنة الوطنية للنفط.
1996
كان هناك تحسن واضح وقابل للقياس في النشاط الرياضي في المنطقة ، سواء في مستويات المشاركة ومعايير الأداء. أصبح Paea Wolfgramm (TGA) أول مواطن من جزر المحيط الهادئ يمثل وطنه الذي فاز بميدالية أولمبية. الفضة في الملاكمة.
كما ركزت اللجنة التنفيذية بالإضافة إلى مراجعة وتأكيد مسودة الخطط للأولمبياد القادم على قضيتين رئيسيتين أخريين:
تقرير من Perry Crosswhite عن إمكانيات رعاية الشركات الإقليمية.
الافتتاح المحتمل للألعاب الإقليمية لأوقيانوسيا. كان النموذج الأوروبي لألعاب الشباب أحد الاحتمالات التي تم النظر فيها. تستثني ألعاب جنوب المحيط الهادئ التي تُقام كل عامين حاليًا أستراليا ونيوزيلندا.
تقاعد برايان وايتمان من عملية ONOC خلال عام 1996، وانتقل برايان مينيكين ، منسق برنامج ASP 2000 إلى فيجي لمواصلة تنفيذ برنامج الحكومة الأسترالية بالتعاون مع عملية ONOC من خلال لجنة التنمية التابعة لها.
حضرت 12 شركة نفط أوقيانوسيا دورة الألعاب الأولمبية في أتلانتا ، بما في ذلك ناورو للمرة الأولى
1997
في أوائل فبراير ، عقدت ONOC أكاديمية أولمبية في سيدني حضرها أصحاب المكاتب من جميع اللجان الأولمبية الوطنية في أوقيانوسيا.
واجتمعت لجنة التنمية التابعة لعملية الأمم المتحدة في بوروندي وقدمت مساهمات ومساهمة نشطة من الاتحادات الرياضية الإقليمية.
عقدت الجمعية العامة لعملية ONOC في غوام في أبريل 1997 وكان أكبر اجتماع عقد حتى الآن. وبصرف النظر عن شركات النفط الوطنية وممثلي الاتحادات الدولية ، حضر الجمعية مندوبون من مجلس جنوب المحيط الهادئ للألعاب وكذلك ممثلون عن جميع المدن المرشحة للألعاب الأولمبية لعام 2004. ومثل اللجنة الأولمبية الدولية كل من فكرو كيدان وبيري ميرو وبياتريكس هيرست ، كما حضر الأمين العام للجنة الأولمبية الدولية فيليسيانو مايورال. تم انتخاب حاملي مكتب ONOC الجديد للأولمبياد التالي في هذه الجمعية.
الرئيس: ريتشارد كيفان جوسبر (اللجنة الأولمبية الدولية ، أستراليا)
نائب الرئيس: ريكاردو بلاس (غوام)
الأمين العام: الدكتور روبين ميتشيل (فيجي)
الأعضاء التنفيذيون: Vinsen Detenamo (ناورو)
                                   جو كارلو (فانواتو)
                                   تيفيتا توبو (تونغا)
أعضاء اللجنة الأولمبية الدولية: تاي ويلسون (نيوزيلندا)
                                   فيل كولز (أستراليا)
                                   Seiuli Paul Wallwork (Samoa)
تم اعتماد الخطة الاستراتيجية الثالثة لأونوك خلال الاجتماع العام للجمعية العمومية المنعقد في غوام.
تم إطلاق مركز المعلومات الرياضية لأوقيانوسيا (OSIC) رسميًا في سوفا ، فيجي في أغسطس في جامعة جنوب المحيط الهادئ (USP). تم تعيين السيد ألبرت ميللر الثلاثي الأولمبي مديرا لمنظمة OSIC. تم تمويل المشروع من قبل منظمة التضامن الأوليمبية واليونسكو ، بدعم تقني من لجنة الرياضة الأسترالية.
استضافت ساموا الأمريكية بنجاح الألعاب المصغرة الخامسة لجنوب المحيط الهادئ مع ما يقرب من 2000 رياضي يتنافسون في 12 رياضة.
حضر ضباط تطوير الرياضة في أوقيانوسيا NOC ورشة عمل في سوفا مع ممثلين عن مركز الترفيه المجتمعي بجامعة جنوب المحيط الهادئ بهدف إطلاق برنامج تعليم رياضي على شبكة تمديد الجامعة.
في سبتمبر 1997، تم تعيين دنيس ميللر ، المدير التنفيذي السابق لشركة NOC في فيجي ، مديراً رياضياً لعملية ONOC ، ليصل عدد العاملين في مكتب ONOC إلى 4 أشخاص.
تم منح 40 منحة دراسية لأوقيانوسيا NOC من قبل مركز أوقيانوسيا للتدريب الأوليمبي الموجود في المعهد الأسترالي للرياضة. تم تمويل هذا البرنامج بشكل مشترك من قبل منظمة التضامن الأوليمبية والحكومة الأسترالية.
تم منح 53 منحة للرياضيين ذوي الأداء العالي من شركات النفط الوطنية في الجزر الممولة من برنامج أستراليا جنوب المحيط الهادئ 2000.
أعلن رئيس الوزراء الأسترالي جون هوارد أن حكومته ستمول تكلفة الشعلة الأولمبية التي تسافر إلى جميع شركات النفط الوطنية قبل رحلتها التي تستغرق 100 يوم عبر أستراليا قبل إضاءة الشعلة في حفل افتتاح دورة الألعاب الأولمبية لعام 2000 في سيدني.
وقرب نهاية عام 1997، أصدر اجتماع دول منتدى جنوب المحيط الهادئ ، أصدر القادة بيانا تضمن بيانا عن الرياضة في منطقة المحيط الهادئ وأصبح يعرف باسم «إعلان راروتونغا». وبناء على ذلك ، قرر قادة المنتدى دعم تطوير الرياضة في منطقة المحيط الهادئ.
وقد اعترفت اللجنة الأولمبية الدولية بولايات ميكرونيزيا الموحدة.
وعُقدت حلقة عمل إقليمية عن الرياضة والبيئة في آبيا ، ساموا ، في الفترة 4-5 كانون الأول / ديسمبر. أرسلت 11 من أصل 13 شركة نفط وطنية مندوبين فنيين وممثلين عن الشركة إلى الندوة.
1998
عقدت الجمعية العامة السنوية للجان الأولمبية الوطنية في أوقيانوسيا عام 1998 في نادي ، فيجي ، يوم السبت 2 مايو. وسبقت الجمعية سلسلة من جلسات ورشة العمل يوم الجمعة 1 مايو تغطي التضامن الأولمبي ودورة الألعاب الأولمبية في سيدني 2000 وتتابع الشعلة الأولمبية وبرنامج أستراليا جنوب المحيط الهادئ 2000 وتنمية التدريب في أوقيانوسيا.
أطلقت ONOC موقع الويب الخاص بها تحت اسم المجال www.oceaniaolympic.org.
حققت دول أوقيانوسيا وعلى وجه الخصوص أستراليا أداءً جيدًا في ألعاب الكومنولث في كوالالمبور ماليزيا ، حيث فازت أستراليا مرة أخرى بأكبر عدد من الميداليات في هذه المسابقة. كما فازت نيوزيلندا وجزيرة ناورو بميداليات ذهبية متعددة ، كما فازت فيجي وبابوا غينيا الجديدة بميداليات ثانوية. شاركت 14 دولة من منطقة أوقيانوسيا في الألعاب بما في ذلك ممثلين عن نيوي وتوفالو وكيريباتي للمرة الأولى.
في مارس ، سافر ضباط تطوير الرياضة في شركة نفط الشمال (SDO) إلى ناورو لحضور ورشة عمل حول إدارة الأحداث ، والتي عقدت بالاشتراك مع بطولتي الكومنولث وأوقيانوسيا لرفع الأثقال في ناورو. شاركت منظمات وضع المعايير في مراقبة المنشطات وإدارة المنافسة وخدمات النتائج واكتسبت خبرة قيمة أثناء إقامتهم في ناورو.
في تشرين الثاني/ نوفمبر ، حضرت منظمات وضع المعايير ندوة مجلس التدريب الأسترالي في ميلبورن قبل السفر إلى كانبيرا لحضور ورشة عمل في تكنولوجيا الرياضة. أجرى خبراء من لجنة الرياضة الأسترالية جلسات في استخدام التكنولوجيا الرقمية - الكاميرات والفيديو وخدمات المعلومات واستخدام الإنترنت مع التركيز على موقع ONOC الإلكتروني.
قدم رئيس اللجنة الأولمبية الدولية خوان أنطونيو سامارانش ، في زيارته الرابعة لمنطقة المحيط الهادئ ، لرئيسة FASANOC السابقة ، صوفيا رادوك (عمتي سو) وسامًا أولمبيًا (فضي).
1999
عقدت الجمعية العامة السنوية الـ 18 لعملية ONOC في المتحف الأولمبي في لوزان في الفترة من 11 إلى 14 يوليو. وسبق انعقاد الجمعية ورشة عمل ليوم واحد في مقر اللجنة الأولمبية الدولية في فيدي ، والتي نظرت في الخطط المستقبلية لعملية ONOC بعد سيدني 2000.
التقى الأمناء العامون لعملية ONOC في سيدني لبدء مراجعة الخطة الإستراتيجية لعملية ONOC للأولمبياد القادم وعقدوا اجتماعين / ورش عمل أخرى خلال إقامتهم لمدة 6 أيام في أستراليا. وحضر الاجتماع أيضا وسائل الإعلام في جزر المحيط الهادئ الذين تم اعتمادهم من قبل شهادات عدم الممانعة الخاصة بهم لتغطية الألعاب الأولمبية لعام 2000، فضلا عن ممثلي التسويق من مختلف شركات النفط الوطنية في المنطقة.
عقدت ONOC ورشة عمل حول التعليم الأوليمبي في نادي (FIJ) حيث عمل ممثلون من إدارات التعليم من 14 دولة مع هيلين براونلي عضو لجنة التعليم باللجنة الأولمبية الدولية ، لتطوير مصدر تعليمي لتتابع الشعلة الأولمبية لعام 2000.
وقد عقدت الدورة الحادية عشرة لجنوب المحيط الهادئ في غوام خلال العام. تنافس أكثر من 3000 رياضي ومسؤول ، مع تمثيل الرياضيين ميكرونيزيا بأعداد كبيرة. وفاز إقليم كاليدونيا الجديدة الفرنسي بأكبر عدد من الميداليات.
أصبحت بالاو العضو 200 في الحركة الأولمبية.
واستمر التعاون الوثيق بين برنامج ASP 2000 وعملية ONOC في عام 1999 ولا سيما في مجالات تنمية الموارد البشرية. واستمر الارتباط قصير الأجل لضباط شركة النفط الوطنية الجديدة وضباط التطوير الرياضي في عام 1999 بزيارات من ساموا الأمريكية وولايات ميكرونيزيا الموحدة وبابوا غينيا الجديدة وساموا وتونغا وفانواتو. قضى المشاركون بعض الوقت في ONOC ، ومكتب NOC في فيجي ، ووحدة تطوير الرياضة في مجلس الرياضة في فيجي ومركز المعلومات الرياضية بأوقيانوسيا (OSIC).
وشملت التطورات الأخرى نقل المهارات بين بلدان جزر المحيط الهادئ ، ولا سيما في إدارة الأحداث ودعم الألعاب الوطنية.
استضافت مؤسسة فانواتو لشركات النفط الوطنية ورشة عمل للنساء الميلانيانيات من شركات النفط الوطنية في بابوا غينيا الجديدة وجزر سليمان وفيجي والبلد المضيف. وضعت هذه الورشة الناجحة للغاية ، التي أجرتها جولي هورنويغ ، شكلاً لبرامج التدريب المستقبلية للنساء في مجال الرياضة في منطقة أوقيانوسيا.
2000
كان أبرز حدث لـ ONOC خلال العام بلا شك الاحتفال الناجح للألعاب الأولمبية في سيدني ، أستراليا ، والذي أعقبه بعد أسبوعين دورة الألعاب البارالمبية في نفس الأماكن. أشاد رئيس اللجنة الأولمبية الدولية ، خوان أنطونيو سامارانش ، بأولمبياد سيدني كأفضل الألعاب الأولمبية على الإطلاق.
كانت ألعاب سيدني ، التي سميت أيضًا بألعاب أوقيانوسيا ، مهمة أيضًا في مشاركتها في القارة بأكملها في فترة الأربع سنوات السابقة للألعاب. ساهمت أوقيانوسيا في المهرجانات الثقافية الأربعة التي بدأت في عام 1997، ونظمت تتابع الشعلة الأولمبية الناجح للغاية الذي بدأ في غوام في 22 مايو ، واستمر من خلال جميع اللجان الأولمبية الوطنية في المنطقة باستثناء فيجي ، ووصل أخيرًا إلى البلد المضيف في 8 يونيو 2000. خلال كل مرحلة من مراحل التتابع ، كان هناك مشاركة مجتمعية غير مسبوقة واحتفالًا برحلة الشعلة وفي نهاية اليوم الثقافات الفريدة من 13 دولة كانت محظوظة لاستضافة تتابع الشعلة ، تم عرضها في احتفالات المجتمع التي أشارت إلى نهاية التتابع.
وشملت الميزات الأخرى للتجربة الأولمبية في أوقيانوسيا ما يلي:
أول ظهور لولايتي ميكرونيزيا وبالاو.
تم نشر مجموعة أدوات تعليمية عن تتابع الشعلة ، تم توزيعها على العديد من المدارس في اللجان الأولمبية الوطنية الأوقيانوسية الـ 14، والتي تم نشرها أيضًا على موقع ONOC على الإنترنت.
إنشاء بيوت الضيافة في الألعاب للجنة الأولمبية الأسترالية بالإضافة إلى منزل نيوزيلندا الذي أدمج مركز جزر المحيط الهادئ للضيافة لـ 12 جزيرة NOC في المنطقة.
المحيط الهادئ للفنون والجناح الثقافي في منزل نيوزيلندا
المركز الإعلامي لجزر المحيط الهادئ مع تسهيلات لوسائل الإعلام المطبوعة واستوديو راديو لوسائل الإعلام والمذيعين في جزر المحيط الهادئ.
مركز إدارة ONOC مزود بكامل طاقته داخل القرية الأولمبية مع إمكانية الوصول إلى الإنترنت لجميع الرياضيين والمسؤولين في جزر المحيط الهادئ والدعم الإداري والطبي لـ 10 من أصل 14 من شهادات عدم ممانعة من ONOC.
عقدت الجمعية العامة الـ 19 لعملية ONOC لأول مرة في نوكوالوفا بمملكة تونغا في الفترة من 26 إلى 28 أبريل 2000. وانضم ميشيل فيليو إلى المندوبين من جميع اللجان الوطنية للنفط ولجان ONOC و SOCOG ولجنة ASP 2000 وممثلين عن اتحادات أوقيانوسيا الدولية. وبياتريكس هيرست من اللجنة الأولمبية الدولية.
launched أطلقت اللجنة الأولمبية الأسترالية مهرجان سيدني الأولمبي للشباب ، وهو ما يعادل أيام الشباب الأوروبي.
عُقدت الورشة الثانية من ثلاث ورش عمل للقيادة شبه الإقليمية لمديري الرياضة النسائية في أوائل فبراير في أوكلاند ، نيوزيلندي للنساء من بولينيزيا.
كان موقع ONOC على شبكة الإنترنت (www.oceania-olympic.org) في عامه الثالث من التشغيل وكان يثبت أنه أداة اتصال قيّمة لعملية ONOC وأعضائها.
تم الآن إرسال النشرة الإخبارية الإلكترونية لشركة ONOC Coconut Wireless عبر البريد الإلكتروني بشكل منتظم لجميع الأعضاء المشتركين. تم نشر 22 طبعة على الإنترنت في عام 2000.
كان مركز المعلومات الرياضية في أوقيانوسيا ، الموجود في جامعة جنوب المحيط الهادئ في سوفا ، فيجي الآن في عامه الثالث من التشغيل. ويجري تقييم مقترحات لإنشاء برنامج التعليم عن بعد في OSIC.
استمر الاتفاق الخاص الذي بموجبه قامت أوقيانوسيا بتنسيق برنامج المنح الدراسية الخاص بها للمدربين والرياضيين في عام 2000. حصل 43 رياضيًا ومدربًا على منح خلال العام للتحضير لبطولات التأهل الأولمبية ، وكذلك مشاركتهم في الألعاب الأولمبية لأولئك الذين تأهلوا.
2001
عقدت الجمعية العمومية العشرون لعملية ONOC في نادي ، فيجي ، يومي 6 و 7 أبريل ، وكان من حسن حظنا أن الرئيس المنتهية ولايته للجنة الأولمبية الدولية ، سعادة. تمكن خوان أنطونيو سامارانش من حضور اليوم الأخير من الجمعية كجزء من جولته الخامسة في منطقة المحيط الهادئ. وخلال الجمعية ، اعترف بالعمل الذي تقوم به مختلف شركات النفط الوطنية في المنطقة وسلط الضوء مرة أخرى على نجاح الألعاب الأولمبية في سيدني. ومع ذلك ، شعر أنه على الرغم من زيادة كمية الموارد المتاحة لشركات النفط الوطنية النامية داخل المنطقة ، فإن مستوى إنجازها كان متخلفًا عن بقية العالم. وحث شركات النفط الوطنية على السعي لتحقيق ميدالية في الألعاب الأولمبية في المستقبل القريب.
كانت إحدى ميزات الجمعية العامة لهذا العام استخدام التكنولوجيا اللاسلكية خلال الاجتماع لنقل الوثائق والعروض التقديمية التي يتم تقديمها في الجمعية. سمحت التكنولوجيا أيضًا لشركات النفط الوطنية (NOC) بالوصول إلى الإنترنت والبريد الإلكتروني.
تم انتخاب حاملي مكاتب عملية الأمم المتحدة في أونوك للسنوات الأربع المقبلة على النحو التالي:
الرئيس السيد كيفان جوسبر (AUS)
نائب الرئيس السير جون دواينكورا (PNG)
الأمين العام الدكتور روبين ميتشل (FIJ)
الأعضاء التنفيذيون: Hon Tevita Tupou (TGA)
                                   هون جو كارلو (VAN)
                                   السيد ريكاردو بلاس (الصمغ)
أعضاء IOC فيل كولز
                                   جون كوتس
                                   سوزي أونيل
                                   تاي ويلسون
تعيين اللجنة الطبية لعملية أونوك
رئيس مجلس الإدارة الأستاذ كين فيتش (AUS)
الأعضاء: البروفيسور إيدي مكايغ (FIJ)
                                   الدكتور باتريك ساجيسي (GUM)
                                   الدكتور كريس ميلن (NZL)
                                   الدكتور بيرني أموف (PNG)
                                   السيد ديفيد زوكر (أستراليا)
اعتماد خطة ONOC الرابعة لتطوير الرياضة 2001-2004.
اعتماد التعديلات على دستور ONOC - جعل دستور ONOC يتماشى مع التغييرات التي أدخلت على دستور IOC في الدورة 100 للجنة الأولمبية الدولية في 12 ديسمبر 1999. بالإضافة إلى ذلك ، تناول الدستور عضوية ONOC ، وكذلك إضفاء الطابع الرسمي على التصويت إجراء.
في الاجتماع التنفيذي لـ ONOC في سبتمبر 2001، تم تعيين سوزي أونيل ، عضو اللجنة الأولمبية الدولية ، وهي أيضًا عضو في لجنة الرياضيين باللجنة الأولمبية الدولية ، رئيسة للجنة الرياضيين التي تم تشكيلها حديثًا.
في عام 2001، تولت عملية ONOC العديد من المسؤوليات للسيطرة على برنامج التضامن الأوليمبي الذي سبق إدارته من لوزان.
12 موظف تطوير رياضي في شركة نفط الشمال من تخصيصات أنشطتهم الوطنية ، في عام 2001.
قدم ONOC منحاً لتسع اتحادات أوقيانوسيا الدولية لتوظيف ضباط تطوير الرياضة IF (الرماية ، كرة الريشة ، البيسبول ، كرة السلة ، الهوكي ، تنس الطاولة ورفع الأثقال).
أنشأت عملية ONOC برنامجًا مشتركًا مع الاتحاد الدولي للتنس لتقديم منح دراسية لكبار لاعبي التنس الشباب للذهاب إلى المدرسة وكذلك تدريب بدوام كامل في المركز الإقليمي للتدريب على التنس في لاوتوكا ، فيجي.
وانتقلت العملية إلى مقرها الجديد في نهاية أيار / مايو 2001 في مكاتب تقع داخل مجمع أمانة المنتدى في سوفا. تحتضن أمانة المنتدى المقر الرئيسي لأمانة حكومات منتدى جزر المحيط الهادئ ، التي تمثل 16 دولة جزرية مستقلة داخل المنطقة مع أستراليا ونيوزيلندا.
انضم براين مينيكين رسميًا إلى ONOC في دور المدير المسؤول عن تطوير الرياضة ، واستمر في العمل الذي بدأه في إطار برنامج ASP 2000 الرياضي.
وتمثلت إحدى المبادرات الرئيسية التي قامت بها ONOC ، تحت شعار «التنمية من خلال المنافسة»، في تقديم دعم إداري لشركة NOC المضيفة بقيمة 25000 دولار أمريكي سنويًا لتشجيع جودة أعلى في الإدارة والاتصالات التي تؤدي إلى الألعاب الإقليمية الكبرى. كما تم تقديم منح بقيمة 10,000.00 دولار أمريكي لشركات النفط الوطنية التي تستضيف الألعاب الوطنية.
استضافت جزيرة نورفولك (أستراليا) الألعاب المصغرة السادسة لجنوب المحيط الهادئ في الفترة من 1 إلى 11 ديسمبر. تنافس حوالي 900 رياضي في 11 رياضة ولفترة قصيرة من الوقت زاد عدد سكان نورفولك بنسبة 50٪.
2002
عقدت الجمعية العامة الثانية والعشرون لـ ONOC في بورت مورسبي ، بابوا غينيا الجديدة.
تم انتخاب السيدة Baklai Temengil ، الأمين العام من بالاو في السلطة التنفيذية ONOC لتكون الممثل الرابع من NOC's.
أصبحت الحاجة إلى بناء قاعدة بيانات إقليمية بعد 10 سنوات من المناقشة أولوية.
تم عقد ورشة عمل لتحسين الأداء في كانبيرا لضباط التطوير الرياضي لكل مركز وطني للألعاب الرياضية في أوقيانوسيا في كانبيرا. في ورشة العمل هذه ، جرت المحاولات الأولى للاتفاق على شكل قواعد البيانات التي سيتم إنشاؤها في كل شهادة عدم ممانعة.
تمحورت القضايا الرئيسية حول المشاركة في ألعاب مانشستر كومنولث خلال أغسطس 2002. فازت ناورو بـ 15 ميدالية في مانشستر ، بما في ذلك ميداليتين ذهبيتين لتسجيل أعلى رصيد على الإطلاق من قبل CGA Island Pacific في ألعاب الكومنولث. وسجلت فيجي بثلاث ميداليات أعلى رصيد لها منذ ألعاب الإمبراطورية 1950 وأول ذهبية لها منذ عام 1982. كما فازت ساموا بثلاث ميداليات لأفضل أداء لها في دورة ألعاب الكومنولث.
أنشأت ONOC مركزًا إداريًا مشتركًا في Village Games of Manchester 2002 لدعم الجهد الإداري لجميع جزر CGA.
قام رئيس اللجنة الأولمبية الدولية ، جاك روج ، بزيارة فيجي خلال ديسمبر 2002، وقدم فيدهايا لاخان (FIJ) الأمر الأولمبي (الفضي)، تقديرا لخدماته للحركة الأولمبية في فيجي.
2003
استضافت فيجي الألعاب الثانية عشرة لجنوب المحيط الهادئ ، لتخدم 31 تخصصًا رياضيًا و 21 دولة. كانت هذه أكبر الألعاب التي تم عقدها على الإطلاق والأولى التي استندت بشكل أساسي إلى دعم الشركات كمصدر أساسي للدخل.
تم إنشاء قاعدة بيانات إقليمية للرياضيين والمدربين والمسؤولين تحت مظلة Oceaniasport.
أجرت اللجنة الطبية في ONOC دورات في الطب الرياضي قبل الألعاب بالإضافة إلى توفير عيادة للطب الرياضي يعمل بها طبيب رياضي ، الدكتور كريس ميلن واثنان من أخصائيي العلاج الطبيعي.
بالإضافة إلى ذلك ، ساعدت ONOC اللجان المنظمة من خلال إنشاء مركز إعلامي ونتائج يعمل به ضباط NOC الرياضيين للتطوير الرياضي وموظفين إعلاميين مختارين من المنطقة ، بالإضافة إلى توفير «محطة راديو محمولة» لنقل القصص الرياضية إلى 22 دولة / منطقة عضو مجلس ألعاب جنوب المحيط الهادئ.
أدى عمل ONOC في هذا المجال في نهاية المطاف إلى إنشاء نظام إدارة الألعاب الإقليمية والإدارة الرياضية ، وهو الأول من نوعه في العالم. بالشراكة مع الحكومة الأسترالية والشركة التي تتخذ من ملبورن مقراً لها ، أنشأت سبورتس بولس ، ONOC بوابة على شبكة الإنترنت ، www.oceaniasport.com تضمنت موقعًا على شبكة الإنترنت لكل شركة نفط وطنية وأعضاء الاتحادات الوطنية الأعضاء ، ونظام قائم على الويب للنتائج وإدارة الألعاب الألعاب الإقليمية والوطنية متعددة الرياضات وكذلك للبطولات الرياضية الفردية.
تم البدء في تنفيذ مشروعات أولمبوكينيا الأولى في جزر سليمان وفانواتو ، وكان الهدف الرئيسي منها إنشاء مقر وأصل مدر للدخل لتلك الشركات الوطنية.
تم قبول كيريباتي في الحركة الأولمبية.
2004
عُقدت الجمعية العامة السنوية لعام 2004 في بالاو لإعطاء المندوبين فرصة استعراض الاستعدادات للألعاب المصغرة لعام 2005 التي ستعقد في العام التالي.
قامت 11 شركة NOC في جزر المحيط الهادئ بإنشاء وإدارة ألعاب رياضية متعددة وطنية.
شهدت الألعاب الأولمبية في أثينا 51 رياضيًا من جزر المحيط الهادئ ، وانضموا إلى إخوتهم الأستراليين والنيوزيلنديين الأكثر ثباتًا في الألعاب الأولمبية التي عقدت في أثينا باليونان. حصل رياضيو جزر المحيط الهادئ على 3 أفضل 10 نهايات وشهادتين أولمبيتين إلى بابوا غينيا الجديدة وناورو.
أثبتت أستراليا مرة أخرى أنها أصبحت «قوة عالمية» في الرياضة ، مدعومة باقتدار بمعايير متزايدة من الرياضيين من بقية منطقة المحيط الهادئ. وصل 14 رياضيًا من 7 شركات NOC في جزر المحيط الهادئ إلى المعايير المؤهلة لأثينا كما حددتها الاتحادات الدولية الخاصة بهم.
www.oceaniasport.com مرة أخرى جلبت أخبار جزر الرياضيين إلى العالم وسجلت أكثر من مليون زيارة خلال الألعاب الأولمبية. كما تم إنشاء موقع إلكتروني مخصص باسم «أوقيانوسيا في أثينا» يحتوي على قصص وصور بالإضافة إلى ملخص للنتائج من منطقتنا. ونظمت عملية الأمم المتحدة أيضا مركز إدارة مشترك للجزر الوطنية للنفط في أثينا كما فعلت في سيدني.
تم إنشاء لجنة ONOC للنساء في الرياضة رسمياً برئاسة Baklai Temengil (PLW).
تالي بورنيس تقاعد كمدير مكتب في ONOC وحل محله Hanisivae Visante.
2005
وقد امتدحت الجمعية العامة التي عقدت في بريسبان بحضور الرئيس الجديد للجنة الأولمبية الدولية ، الدكتور جاك روج.
تم انتخاب لجنة تنفيذية جديدة على النحو التالي:
الرئيس السيد ر. كيفان جوسبر (AUS)
نائب الرئيس السيد ريكاردو بلاس (GUM)
الأمين العام الدكتور روبين ميتشل (FIJ)
الأعضاء التنفيذيون: Hon Tevita Tupou (TGA)
                                   هون جو كارلو (VAN)
                                   السيد باري مايستر (NZL)
                                   السيدة Baklai Temengil (PLW)
أعضاء اللجنة الأولمبية الدولية: السيد فيل كولز
                                   السيد جون كوتس
                                   السيدة باربرا كيندال
شهد أكبر تجمع على الإطلاق عقدته ONOC القبول الرسمي للاتحادات الأولمبية الرياضية في أوقيانوسيا - OSFO التي تم تشكيلها حديثًا ، والتي سمح لمندوبين بالجلوس فيها في الجمعية دون حقوق التصويت.
حصل السير جون Dawanincura على وسام أولمبي (فضي) لخدماته للحركة الأولمبية وعلى وجه الخصوص لمساهماته في عملية ONOC.
تقاعد تاي ويلسون كعضو في اللجنة الأولمبية الدولية وتم تكريمه بأمر الاستحقاق من أوقيانوسيا إلى جانب الأمين العام الأول لعملية ONOC ، يوليوس لوكينغتون باتشينغ.
قبل منتدى المحيط الهادئ رسميًا «الرياضة» كمنطقة نتائج رئيسية مشروعة في خطته للمحيط الهادئ للسنوات العشر القادمة. ويمثل ذلك اعترافا كبيرا من حكومات منطقة المحيط الهادئ بقيمة الرياضة في التنمية الشاملة للأمة.
أعلنت حكومة أستراليا عن منحة خاصة بقيمة 600,000.00 دولار أسترالي لإنشاء مواد وتطوير دورات في إطار برنامج أوقيانوسيا لتعليم الرياضة (OSEP).
تم إنشاء منظمة إقليمية لمكافحة المنشطات (RADO) في مكتب ONOC في سوفا ، بتنسيق من Natanya Potoi من ساموا ، أحد ضباط مكافحة المنشطات الأصلية المدربين في منطقة المحيط الهادئ.
قبلت دورة ألعاب الكومنولث في ملبورن 2006، المشاركات عبر الإنترنت من خلال قاعدة بيانات أوقيانوسيا.
سافرت باتون ريلاي جيمون دورة ألعاب الكومنولث عبر كل رابطة ألعاب الكومنولث في المحيط الهادئ ، حاملاً رسالة الملكة ليتم قراءتها في حفل الافتتاح.
استضافت بالاو دورة ألعاب مصغرة ناجحة في جنوب المحيط الهادئ وأصبحت أول شهادة عدم ممانعة تسجل جميع المشاركات «عبر الإنترنت» من خلال نظام إدارة ألعاب Oceaniasport.
استضافت بابوا غينيا الجديدة أول ألعابها الوطنية بحضور أكثر من 4000 رياضي من 18 مقاطعة.
2006
شهد هذا العام مشاركة أكبر فرقة جزر المحيط الهادئ على الإطلاق في دورة ألعاب الكومنولث في ملبورن التي عقدت في مارس 2006. وحصلت ناورو وفيجي وساموا وبابوا غينيا الجديدة على ميداليات.
أنشأت ONOC ودعمت إدارة معقدة للغاية والطبية و I.T. شارك مركز فرق الجزيرة في دورة ألعاب الكومنولث في ملبورن وحافظ على موقع "Oceania in Melbourne" على الويب لتسليط الضوء على عروض جزر المحيط الهادئ طوال دورة الألعاب.
تم الاحتفال بالذكرى 25 لعملية ONOC في فيجي بمناسبة الجمعية العامة السادسة والعشرين.
عقدت الاتحادات الرياضية الأولمبية في أوقيانوسيا (OSFO) أول جمعيتها العامة بالاشتراك مع ONOC AGM.
يتم قبول جمهورية جزر مارشال في الحركة الأولمبية وتحضر اجتماعها الأول كأعضاء كاملي العضوية مع تيري ساسر وكينيث كرامر كمندوبين.
وقد تم إنشاء مؤسسة Oceaniasport غير الربحية للمساعدة في جمع الأموال لمشاريع التنمية الرياضية في المحيط الهادئ. تم إطلاق هذا خلال شهر نوفمبر 2006 في ملبورن بمنحة مؤسسة من حكومة فيكتوريا.
وصل موقع www.oceaniasport.com في المتوسط إلى 300000 طلب صفحة شهريًا.
تولت عملية ONOC إدارة يومية لـ OSEP ، حيث كانت مسؤولة بشكل أساسي عن قيادة مرحلة تنفيذ هذا المشروع.

## الاستعداد لدورة الالعاب الاولمبية في طوكيو 2020
مع العد التنازلي لألعاب طوكيو 2020 التي تمت إعادة جدولتها في يوليو 2021، ستجلب لك اللجان الأولمبية الوطنية بأوقيانوسيا (ONOC) بالشراكة مع القناة الأولمبية أفضل لحظات الألعاب الأولمبية لشركتنا. يضم هذا الأسبوع (حسب الترتيب الأبجدي) ولايات ميكرونيزيا الموحدة.

## روابط خارجية
- الموقع الرسمي